# Chiuduno
Chiuduno är en ort och kommun i provinsen Bergamo i regionen Lombardiet i Italien. Kommunen hade 6 108 invånare (2018).